# Stendeck
Stendeck ist ein 1999 von Alessandro Zampieri in der Schweiz gegründetes Musikprojekt im Bereich von Ambient. Der Name verweist auf den letzten Funkspruch des 1947 über den Anden abgestürzten Flugzeugs Star Dust.

## Diskographie
Alben, EPs
- A crash into another world (2002)
- Can you hear my call? (2005)
- Faces (2007)
- Sonnambula (2009)
- Scintilla (2011)
- Folgor (2015)